# 陳家橋駅
陳家橋駅（ちんかきょう-えき）は、中華人民共和国重慶市沙坪垻区にある重慶軌道交通1号線の駅で、駅番号は1/22である。

## 歴史
- 2012年12月20日 開業

## 駅構造
相対式の2面2線の駅である
|          | 右側のドアが開く |      |   |        |
| 至朝天門 | ←                | 上り | ← |        |
|          | →                | 下り | → | 至璧山 |
|          | 右側のドアが開く |      |   |        |